# Culex toroensis
Culex toroensis är en tvåvingeart som beskrevs av Edwards och Gibbins 1939. Culex toroensis ingår i släktet Culex och familjen stickmyggor. Inga underarter finns listade i Catalogue of Life.